# Cayo de Agua
Cayo de Agua es el nombre de una isla arenosa (cayo) del este del mar Caribe que geográficamente pertenece al archipiélago Los Roques y administrativamente está organizado como parte de la dependencias federales, Venezuela, además de ser parte del parque nacional del mismo nombre y del territorio insular Miranda, el nombre de este cayo tiene su origen en el hecho de tener pozos de agua dulce dentro de él.

## Geografía

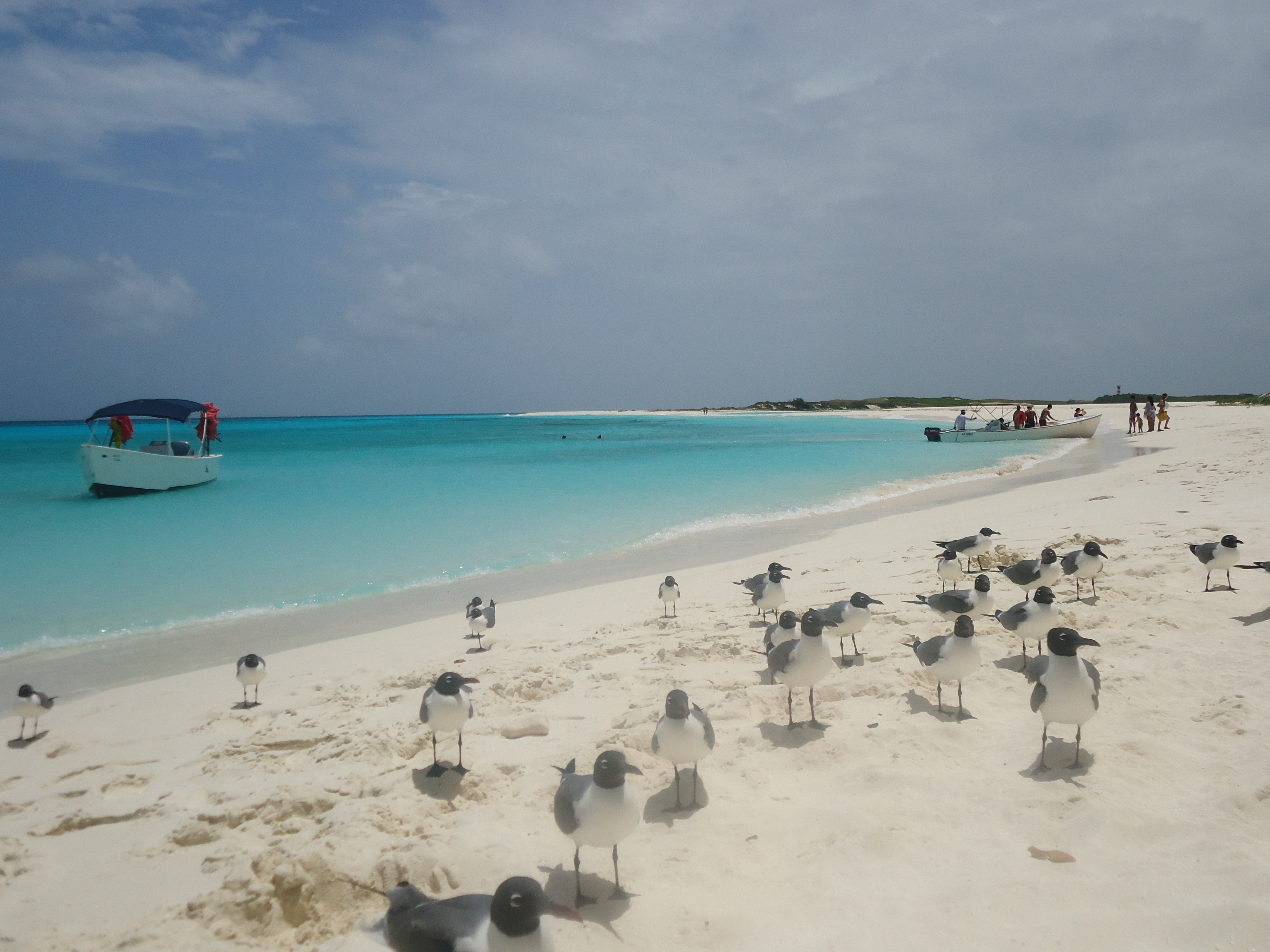
Guanaguanares en Cayo de Agua.

Posee una superficie estimada en 69 hectáreas o 0,69 kilómetros cuadrados (por lo que en tamaño es un poco más grande que el Parque del Este en Caracas). Tiene 8,3 kilómetros de largo y con una altitud máxima de 6 metros sobre el nivel del mar.

### Ubicación
Se encuentra al norte de Venezuela, en el extremo oeste del Parque Nacional "Los Roques", por el norte limitan con los cayos de Puntas de Cocos, Pelona de Cayo de agua, Bequevé y Selesquí, y por el sureste se encuentran los cayos Dos Mosquises. 
Cayo de Agua se encuentra relativamente alejada del aeródromo o Aeropuerto de Los Roques ubicada en el extremo contrario (el oeste) del archipiélago en la isla de Gran Roque.

## Turismo
Cayo de Agua es popular dentro del archipiélago gracias a la belleza de sus arenas blancas y playas solitarias, las aves que se pueden encontrar en sus alrededores y por el hecho de que forma con otros cayos vecinos una pequeña piscina natural, allí también se encuentran pozos de agua dulce, una de las actividades más practicadas es el buceo.